# دوري الدرجة الثانية البيروي 1949
دوري الدرجة الثانية البيروفي 1949 هو موسم من دوري الدرجة الثانية البيروفي ‏. فاز فيه Sportivo Jorge Chávez (Callao) ‏.